# Paintballové herní scénáře
Paintballové herní scénáře jsou zejména v rekreačním paintballu druhy her, které mají speciální pravidla.

## DeathBall
Požadavky
Dva týmy, jeden rozhodčí se stopkami a malé hřiště.
Příprava
Týmy jsou umístěny na opačných stranách hřiště a mají omezený počet kuliček (5 a méně, záleží na schopnostech hráčů). Rozhodčí sedí uprostřed hřiště a dohlíží na hru.
Pravidla
Po započetí hry mají týmy za úkol dostat co nejvíce hráčů na opačnou stranu hřiště. Zasažení hráči neopouští pole, pouze zvednou zbraň nad hlavu a počkají na konec hry. Po jedné minutě rozhodčí zastaví hru a přidělí každému úspěšnému hráči bod.
Výhra
Tým s větším počtem hráčů na druhé straně vyhrává.

## Off-Handed
Pravidla
Hráči musí střílet tzv. ne-dominantní rukou, tj. tou kterou normálně nepoužívají. Například když mačkáte spoušť obvykle pravou rukou, tak ho tady musíte mačkat levou atd. Tento způsob hry se dá uplatnit u většiny herních typů.

## Pocket Full of Balls
Pravidla
U tohoto typu hry nejsou povoleny žádné zásobníky, hráči mají všechny kuličky po kapsách a zbraň nabíjejí manuálně. Podobně jako u „off-handed“ se dá i tento způsob aplikovat na většinu herních typů.

## Center Flag
Příprava
Stejně jako v Capture the Flag se i zde postaví týmy na opačné konce hřiště. Na bojiště se umístí pouze jedna vlajka doprostřed hrací plochy.
Cíl hry
Existují dvě varianty této hry – „push it“ a „pull it“. U „push it“ má tým za úkol donést středovou vlajku do nepřátelské základny, u „pull it“ naopak do své.

## Capture the Flag
Požadavky
Hřiště, dvě vlajky a několik hráčů. Místo vlajky se dá použít například čímkoliv naplněná igelitová taška nebo člověk. Počet hráčů i velikost hřiště nejsou nijak omezené.
Příprava
Dvě základny s vlajkami umístěné na opačných stranách hřiště. Před začátkem hry by měli hráči vědět, kde je umístěna vlajka nepřátel.
Výhra
Tým vyhraje pokud vyřadí všechny hráče nepřátelského týmu nebo když donese cizí vlajku na svou základnu.

## VIP
Požadavky
Hrací pole a 3–10 hráčů na tým.
Příprava
Základny jsou umístěny, jako obvykle, na opačných stranách hřiště. Hráči jsou rozděleni do dvou týmů, každý tým má jednu základnu a jednoho VIP. Nejvhodnější hrací doba je přibližně 20 minut. VIP hrají většinou beze zbraně.
Výhra
Tým vyhraje, pokud trefí nepřátelského VIP.

## Turkey Hunt
Několik zkušenějších hráčů se schová. Ostatní mají za úkol je najít a zneškodnit.

## Fort VS. Stronghold
Týmy mají za úkol obsadit nepřátelskou pevnost.

## Manhunt
Popis
Jeden z hráčů je kořist, ostatní jsou lovci. Kořist má za úkol se dostat do předem vymezeného prostoru a to v určeném časovém limitu. Lovci se ho snaží zneškodnit.
Výhra
Kořist – musí přežít; lovci – musí zneškodnit kořist.

## Hostage Rescue
Popis
Hráči jsou rozděleni do dvou týmů. Modří jsou zachránci a rukojmí, červení jsou teroristé. Před začátkem hry teroristé dovedou rukojmí do „vyčkávacího prostoru“. Když hra začne mají zachránci za úkol přivést rukojmí do „bezpečné zóny“.
Výhra
Zachránci – dovést rukojmí do bezp. zóny; teroristé – zabránit v úniku rukojmích.

## Medic Mania
Popis
Jeden nebo více hráčů (záleží na velikosti týmu) dělají mediky. Odlišují se paskou na ruce se znakem červeného kříže. Medik může uzdravit jakéhokoliv hráče ze svého týmu a musí přitom zařvat uzdraven(vyléčen, …).
Výhra
Tým, který má všechny členy vyřazené, prohrává.